# Pedregal de San Francisco
Pedregal de San Francisco är en ort i Mexiko.   Den ligger i kommunen Tulancingo de Bravo och delstaten Hidalgo, i den sydöstra delen av landet, 100 km nordost om huvudstaden Mexico City. Pedregal de San Francisco ligger 2 167 meter över havet och antalet invånare är 590.
Terrängen runt Pedregal de San Francisco är kuperad söderut, men norrut är den platt. Runt Pedregal de San Francisco är det tätbefolkat, med 476 invånare per kvadratkilometer. Närmaste större samhälle är Tulancingo, 4,6 km öster om Pedregal de San Francisco. Omgivningarna runt Pedregal de San Francisco är en mosaik av jordbruksmark och naturlig växtlighet.